# Яровий Василь Петрович
Васи́ль Петро́вич Ярови́й (1907 , Турильче, Тернопільський повіт, Королівство Галичини та Володимирії, Австро-Угорщина  — невідомо ) — український радянський діяч, голова виконавчого комітету Золотниківської районної ради депутатів трудящих Тернопільської області. Депутат Верховної Ради УРСР 1–2-го скликань (1940–1951).

## Біографія
Народився 1907 року в бідній селянській родині в селі Турильче, тепер Борщівського району Тернопільської області. З 1919 року працював наймитом, три роки навчався у шевця.
Брав участь у нелегальній революційній діяльності. У квітні 1933 року заарештований польською владою. Того ж року за участь у революційному русі засуджений польським судом до страти, яку замінили на довічне ув'язнення. Просидівши у в'язниці шість років, звільнений після захоплення Західної України радянськими військами у вересні 1939 року.
Наприкінці 1939 року обраний членом селянського комітету, а з лютого 1940 року працював головою сільської ради села Турильче Скала-Подільського району Тернопільської області. 
У 1940—1941 роках — заступник голови виконавчого комітету Скала-Подільської районної ради депутатів трудящих Тернопільської області.
У листопаді 1941 — березні 1944 року — у Червоній армії, 26-те управління військово-польового будівництва, сержант, учасник німецько-радянської війни.
З 1944 року — заступник голови виконавчого комітету Скала-Подільської районної ради депутатів трудящих Тернопільської області. У 1946 році закінчив партійну школу.
З 1946 року — голова виконавчого комітету Золотниківської районної ради депутатів трудящих Тернопільської області. Член ВКП(б) з 1947 року.

## Нагороди
- медаль «За оборону Сталінграда»
- медаль «За перемогу над Німеччиною у Великій Вітчизняній війні 1941—1945 років»
- медаль «За доблесну працю у Великій Вітчизняній війні 1941—1945 років»
- медалі